# Overlay-Netz

Beispiel eines Overlay-Netzwerks

Ein Overlay-Netz ist ein Rechnernetz, das auf ein bestehendes Netz (Underlay genannt) aufsetzt. Hauptmerkmale eines Overlay-Netzes sind: ⁣
- (logisches) Netz oberhalb existierender Infrastruktur
- oftmals eigener Adressraum mit eigener Adressierung (unabhängig vom Underlay)
- ggf. Einsatz eigener Wegewahlverfahren[2][3]

Das Overlay-Netz wird daher zum Aufbau einer zusätzlichen Topologie (physikalisch, logisch, strukturell …) genutzt. Mit der neu entstandenen Struktur lassen sich beispielsweise aktuelle Technologien wie IPv6 testen oder alternative Routen für die Daten anlegen. Peer-to-Peer-Netze, wie zum Beispiel Gnutella und Chord, sind ebenfalls auf einer Overlay-Netzstruktur aufgebaut, über die beispielsweise effizientes Suchen und eine gewisse Netzkoordination erst möglich werden. Auch auf diese Overlays können weitere Overlays aufsetzen, z. B. wird für das Monitoring des P2P Overlays SkyEye genutzt, das einen eigenen Adressraum einführt und eigene Protokolle mitbringt, die die Funktionalität der P2P Overlays voraussetzen. Bildlich gesprochen ist ein Overlay-Netzwerk für das Underlay-Netzwerk wie Verkehrsschilder oder Lichtsignale für den Straßenverkehr. Sie regeln den Fluss der Datenpakete wie Ampeln die Fahrzeuge.
Das Internet war in seinen Anfängen ein Overlay-Netz über dem bestehenden Telefonnetz. Teilweise ist dies auch heute so, da es noch immer Nutzer gibt, die sich per Modem mit dem Internet verbinden. Mittlerweile wird das Telefonnetz durch IP-Telefonie aber zunehmend zu einem Overlay-Netz, das auf dem Internet aufsetzt.
Einige Beispiele für Overlay-Netze sind:
- Content Addressable Network (CAN)
- Chord
- DiffServ (separiert physikalisches Netz in mehrere logische durch Einteilung der Netz-Ressourcen in verschiedene Dienstklassen)
- Freenet
- Gnutella, Gnutella2
- GNUnet
- I2P
- Kademlia
- Lightning Netzwerk (virtualisiert den Informationsaustausch über verschiedene Blockchain-Netzwerke durch Atomic Swaps)
- RetroShare
- MBone, 6Bone, ABone
- P-Grid
- Pastry/Tapestry
- PNRP
- RON
- Tor
- XBone
- SkyEye